# Tomoko Miyamoto
Tomoko Miyamoto (宮本 とも子, Miyamoto Tomoko, née en  1960) est une photographe japonaise.

## Source de la traduction
- (en) Cet article est partiellement ou en totalité issu de l’article de Wikipédia en anglais intitulé « Tomoko Miyamoto » (voir la liste des auteurs).